# Monos
Monos è un'isola di 3,9 km² che appartiene alla Repubblica di Trinidad e Tobago: fa parte delle isole Bocas situate nello stretto, denominato Bocche del Drago, che separa Trinidad dal Venezuela.
È così chiamata in quanto l'isola un tempo era abitata dalle scimmie urlatrici rosse: il termine spagnolo monos significa infatti scimmie.